# Giuseppe Spigno
Giuseppe Ernesto Spigno (Genova, 4 novembre 1906 – ...) è stato un calciatore italiano, di ruolo terzino.

## Carriera
Il primo club nel quale milita è l'Edera Genova.
In seguito, nel 1928, è ingaggiato dal Genova 1893 con cui esordisce in massima serie il 7 ottobre 1928, nella vittoria casalinga per 4-2 contro la Fiumana.
Nel suo primo campionato con i rossoblu ottiene il quarto posto del Girone B della Divisione Nazionale 1928-1929 e, dopo gli spareggi contro il Milan, l'accesso alla Coppa dell'Europa Centrale 1929.
La prima esperienza in Mitropa Cup si ferma immediatamente ai quarti di finale, eliminati dal Rapid Wien.
La stagione seguente esordisce nella neonata Serie A, nel pareggio esterno per 3-3 contro la Pro Vercelli il 6 ottobre 1929. 
La stagione si conclude con il secondo posto finale, a due soli punti dall'Ambrosiana campione, ottenendo per la seconda volta consecutiva l'accesso alla Coppa dell'Europa Centrale. L'esperienza europea termina nuovamente ai quarti contro il Rapid Wien.
Dopo un quarto posto nel 1930-1931, l'esperienza in rossoblu di Spigno si conclude con la retrocessione per la prima volta del club genovese in cadetteria al termine del 1933-1934. Nella stagione 1934-1935 milita nella SPAL.
Nel 1936 passa all'Imperia che milita in Serie C. Con i nerazzurri ottiene il quarto posto nel Girone C nel 1937 ed il settimo nel 1938, mentre nel Girone D della Serie C 1938-1939 chiude la stagione al sesto posto.